# 의병

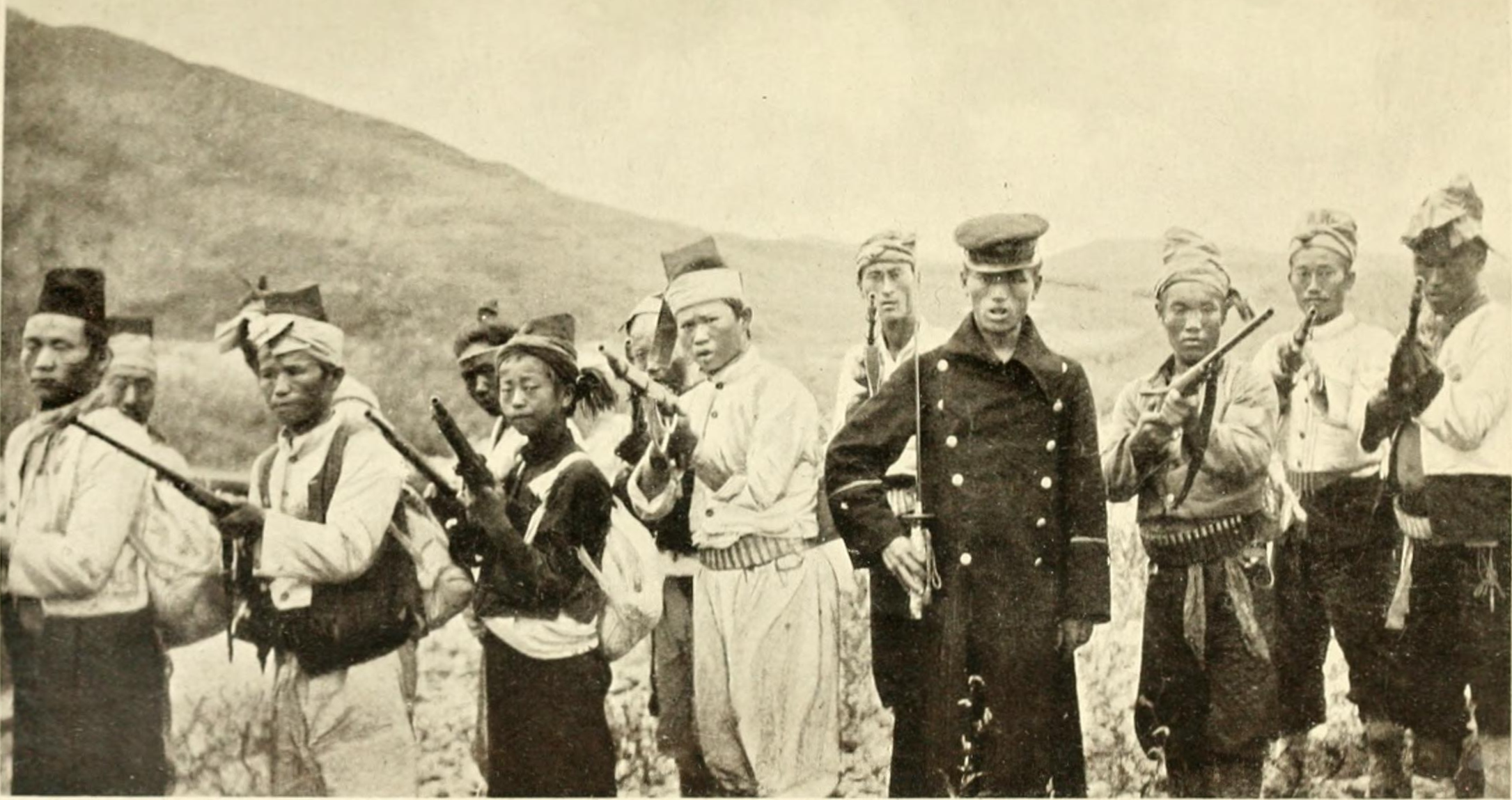
1907년 일본 제국주의에 맞서 무장한 의병

의병(義兵)은 주로 한국사에서 정의를 위해 자발적으로 조직된 민병을 뜻하는 말이다. 창의군(昌義軍)으로 불리기도 하였다. 한국의 역사에는 임진왜란, 병자호란과 같은 외적의 침략에 맞서 자발적으로 구성된 민간 무장 조직을 의병이라 하였다. 대한제국 시기의 의병 역시 이러한 흐름과 상통하는 것으로 이들은 변변한 무기도 갖추지 못하였으나 일본 제국주의에 맞서 싸웠다.

## 조선시대 이전
조선시대 이전에도 외적의 침략에 맞서 자발적으로 의병이 일어났다. 다만, 대체적으로 조선시대 이전에는 의병이라는 용어를 사용하지 않는데 이는 조선 이전에는 개인의 지배하는 사병이 존재하였고 때로는 사병이 나라의 명을 받아 활동하기도 하는 등 관군과 비관군의 구분이 모호하기 때문이다.
고려시대 삼별초는 고려가 항복하기 이전에는 최우의 사병집단이었으며, 대몽항쟁에서 유명한 김윤후가 살리타를 무찌를 때 그의 신분은 승려였고 그가 이끈 군대는 노비가 주축이 된 민병이었다. 그리하여 조선시대 이전의 민병들을 의병이라 일컫지는 않는다.

## 조선시대의 의병
임진왜란 기간 동안 각지에서 의병이 조직되어 일본과 맞서 싸웠다. 의병이 참여한 유명한 전투로는 행주대첩, 진주대첩 등이 있다.
의병은 농민이 주축을 이루었으나, 그들을 조직하고 지도한 것은 전직 관료와 사림 그리고 승려들이었다. 의병의 신분 구성이 다양하듯이 사상적 기반도 다양하였지만, 유교의 충의정신이 핵심을 이루고 있었다. 유교를 발전시킨 것이 국방을 소홀히 한 점도 있지만, 그 대신 국민들의 충성심을 배양하여 그 저력이 서서히 드러나게 된 것이다. 또한, 한국은 예로부터 향촌 공동체가 향토 방위를 떠맡아 온 오랜 전통이 있기 때문에 의병 부대의 조직은 매우 수월하였다.
임란 당시 가장 먼저 의병을 거병한 곳은 영남지역으로 경주를 중심으로 한 문천회맹이 군민합동작전의 도화선이 되었다. 의병들은 향토 지리에 익숙하고, 향토 조건에 알맞은 무기와 전술을 터득하고 있었다. 그리하여 적은 병력으로 대군과 적대하기 위해서 정면 충돌보다는 매복·기습·위장 등과 같은 유격 전술을 많이 써서 적에게 큰 괴로움을 주었다. 의병은 각처에서 일어나 그 수를 헤아리기 어려우나, 그중에서도 많은 전과를 거두고 명성을 떨친 사람은 평안도의 조호익(曺好益)·양덕록(楊德祿)·서산대사, 함경도의 정문부(鄭文孚), 황해도의 이정암(李廷馣), 강원도의 사명당, 경기도의 김천일(金天鎰)·심대(沈岱)·홍계남(洪季男), 충청도의 조헌(趙憲), 경상도 의령의 곽재우(郭再祐), 고령의 김면(金沔), 합천의 정인홍(鄭仁弘), 영천의 권응수(權應銖), 전라도의 고경명(高敬命), 김덕령(金德齡) 등이다.
전란이 장기화되면서 일본군에 대한 반격 작전은 한층 강화되어, 지금까지 산발적으로 일어난 의병 부대 등을 정리하여 관군에 편입시켜 지형지물을 이용한 작전 등 관군의 전투 능력을 강화시켜 의병들은 한층 조직성을 띠게 되었다.
병자호란시에도 각지에서 의병이 조직되어 청나라군의 주요 침공로를 중심으로 크게 저항하였다.

## 대한제국 시기의 의병

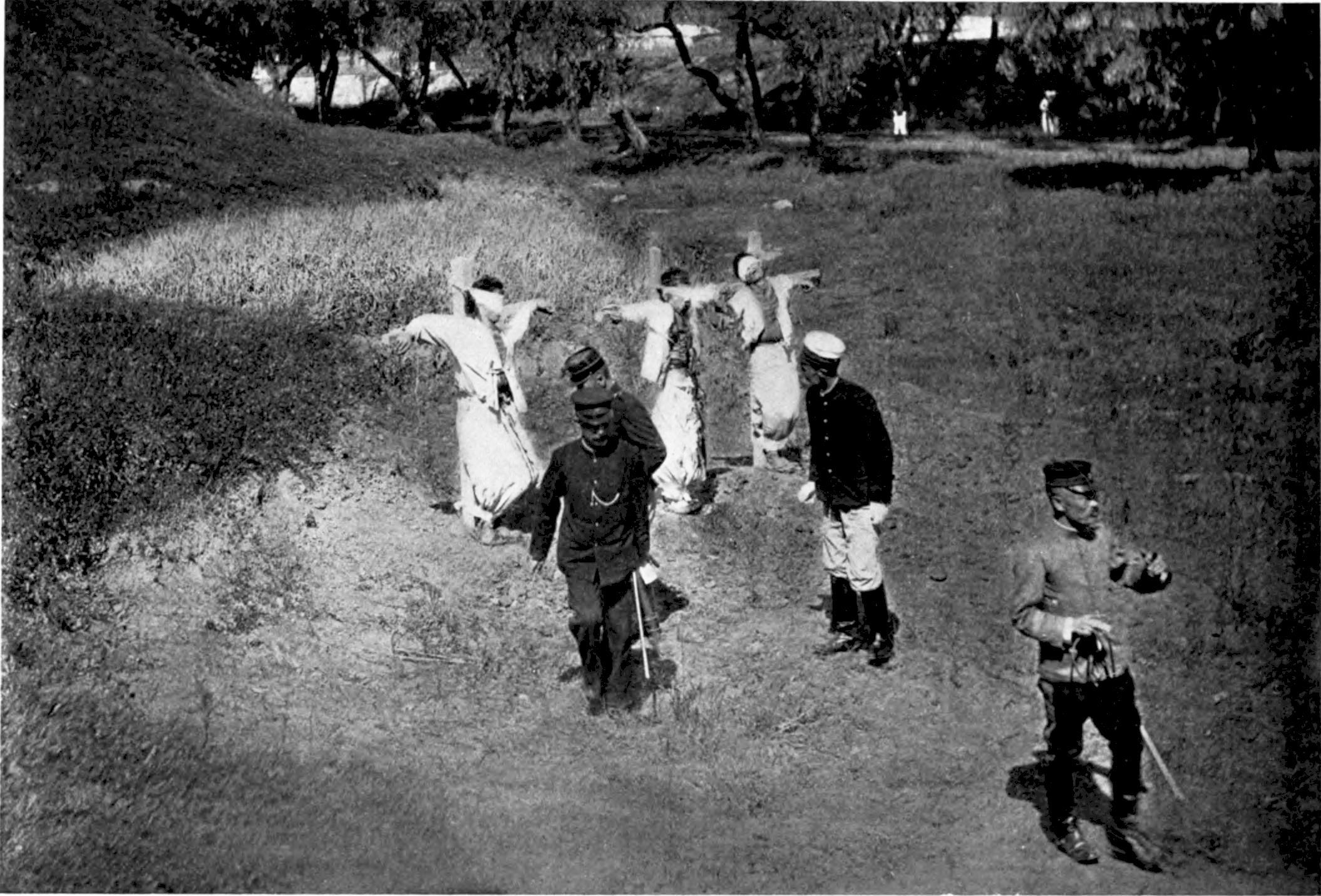
일본 헌병의 한국인 공개 처형 (1900년대)

대한제국 시기 일본 제국주의의 침략에 맞서 싸운 각지의 민병 역시 의병이라 불린다. 이들은 13도 창의군을 조직하여 서울 공격을 시도하는 등 강력히 저항하였으나, 결국 국권회복에 성공하지 못한 채 일본군에 의해 진압되거나 해산될 수밖에 없었다. 그러나, 이들의 상당수는 독립군과 광복군에 참여하여 항일 무장 독립운동의 모태가 되었다.
대한제국 시기 일본 제국주의에 대항하여 일어난 의병은 1895년의 을미의병 과 1905년 이후의 을사의병·정미의병이 대표적이다.
1895년 의병은 흔히 을미의병이라 하며 지방의 명망있는 유생을 중심으로 단발령과 명성황후 시해에 반발하여 일어난 것이다. 초기 의병은 양반 중심의 활동으로 인해 큰 성과를 거둘 수 없었다. 이들 중에는 흥선대원군 집정기에 쇄국정책의 사상적 기반을 제공한 이항로의 문하생이 많았으며 위정척사의 명분에 의해 봉기하였다. 아관파천이 일어나고 일본의 영향력이 어느 정도 퇴조하자 을미 의병은 대부분 해산하였다.
1905년 을사늑약이 체결되자 국권회복이 가장 큰 과제로 떠올랐고 전국 각지에서 다시 의병이 봉기하였다. 이를 을사의병이라 한다. 이 시기 의병 역시 초기에는 최익현 등 지방의 명망있는 유생에 의해 시작되었으나 투쟁 대열에서 곧 탈락되었다. 최익현은 관군이 진압하자 국왕에게 칼을 겨눌 수 없다는 봉건 윤리에 의해 스스로 투항하였고, 이 대신에 무명의 유생과 농민이 의병의 주축이 되었다.
1907년 대한제국 군대해산 후 상당수의 군인이 의병에 합류하였다. 당시 의병장은 심남일, 안규홍과 같은 몰락 양반이거나 신돌석과 같은 평민이었다. 이들의 요구 역시 을미의병의 위정척사라는 명분보다는 공평한 토지의 분배와 같은 봉건 수탈의 해체를 포함한 것이었다. 이 해 일어난 의병을 정미의병이라 한다. 특히 1907년과 1910년 사이의 의병 투쟁은 매우 격렬하여서 일본측의 공식통계로 볼 때에도 15만여명의 봉기, 2851회의 충돌에 1만 6700명 사망, 부상 3만 6770명으로 총 5만 3천여명의 의병 사상자가 발생하였다.
*
1907년 의병 봉기의 수는 약 5만 명, 충돌 건수는 304회, 1908년에는 약 7만 명 그리고 1450여건, 1909년 약 2만 8천여명의 의병과 950여건의 충돌 그리고 1910년에는 약 1900여명과 147건의 충돌 건수를 기록하고 있다. 그 피해 내용을 보면 1907년부터 1910년까지 의병이 사망 16,700여명, 부상 36,770여명이고 일본군 사망 130여명, 부상 270여명 그리고 한국인 사망 1,250여명, 일본인 120여명으로 68,800여戶의 가옥의 소실로 통계되어...『日韓合邦秘史』上, pp.366-367

당시 의병 투쟁이 가장 활발한 지역은 전남 지역이었으며 이 지역의 일본인 지주가 의병 활동의 주요 목표가 되었다. 1909년 목포 일본인 상업회의소의 강력한 요구로 일제는 이른바 남한폭도 대토벌작전을 벌여 국내 의병들과 결전을 벌였다. 그 결과 의병 활동은 결정적인 타격을 입었고 근거지를 만주 등지로 옮기게 되었고, 이들은 독립군의 주축으로 성장하였다.    [ * ← 남한폭도 대토벌작전 링크참고 ]
이 시기의 유명한 의병 활동가로는 홍범도, 김상한, 신돌석, 안중근 등이 있다.

### 시기별 의병
1895년 을미의병
- 이소응
- 노응규
- 기우만
- 이강년

1905년 을사의병
- 최익현
- 민종식
- 신돌석
- 정용기
- 이한구
- 임병찬

1907년 정미의병
- 홍범도
- 차도선
- 김수민
- 민긍호

1908년 13도 창의군
- 총대장 이인영
- 대장 허위
- 강원대표 민긍호
- 호서대표 이강년
- 영남대표 박정빈
- 경기대표 관정희
- 관서대표 방인관
- 관북대표 정봉준
- 호남대표 문태수

## 같이 보기
- 한국의 독립군
- 민병대
- 의병의 날